# 布里奇特·布林克
布里奇特·安·布林克（英語：Bridget Ann Brink），美國外交官，於2022年5月30日就任美國駐烏克蘭大使。2019年8月20日至2022年5月18日間出任美國駐斯洛伐克大使。

## 早年生活和教育
布林克是密歇根人，她是約翰·布林克和格溫·布林克的女兒。她於1987年畢業於東大急流城高中。布林克在凱尼恩學院獲得政治學文學學士學位，在倫敦經濟學院獲得國際關係和政治理論碩士學位。

## 職業生涯
1996年加入美國國務院後，布林克於1997年至1999年在美國駐貝爾格萊德大使館擔任領事政治官員。隨後，她擔任塞浦路斯事務官員直至2002年，並在2004年之前擔任歐洲駐聯合國特別助理政治事務國務秘書。2005年至2008年，布林克擔任第比利斯政治經濟負責人。
後來，布林克成為美國國務院負責南歐事務的副主任，隨後加入美國國家安全委員會，擔任愛琴海和南高加索地區主任，她在那裡協助協調美國外交政策並促進美國與土耳其、希臘、塞浦路斯、格魯吉亞、阿塞拜疆和亞美尼亞之間的關係。2011年，布林克返回格魯吉亞，擔任美國駐第比利斯大使館副館長。
布林克於2014年至2015年8月期間擔任美國駐烏茲別克斯坦塔什干大使館副館長，隨後她成為歐洲和歐亞事務局副助理國務卿。根據2018年的《外交政策》報導，布林克原本計劃被提名為美國駐格魯吉亞大使，但由於她對當時的格魯吉亞反對派領袖、前總統米哈伊爾·薩卡什維利持有傾向，格魯吉亞夢想政府拒絕了她的提名。

### 美國駐斯洛伐克大使
唐納德·特朗普總統提名布林克擔任駐斯洛伐克大使，並在2019年5月16日參議院外交關係委員會召開的聽證會上進行了審查。該委員會在2019年5月22日向參議院提交了布林克的提名報告。隨後，於2019年5月23日，整個參議院通過口頭表決確認了布林克的提名。布林克於2019年8月20日向斯洛伐克總統蘇珊娜·查普托娃遞交了國書，正式就任駐斯洛伐克大使。

### 美國駐烏克蘭大使

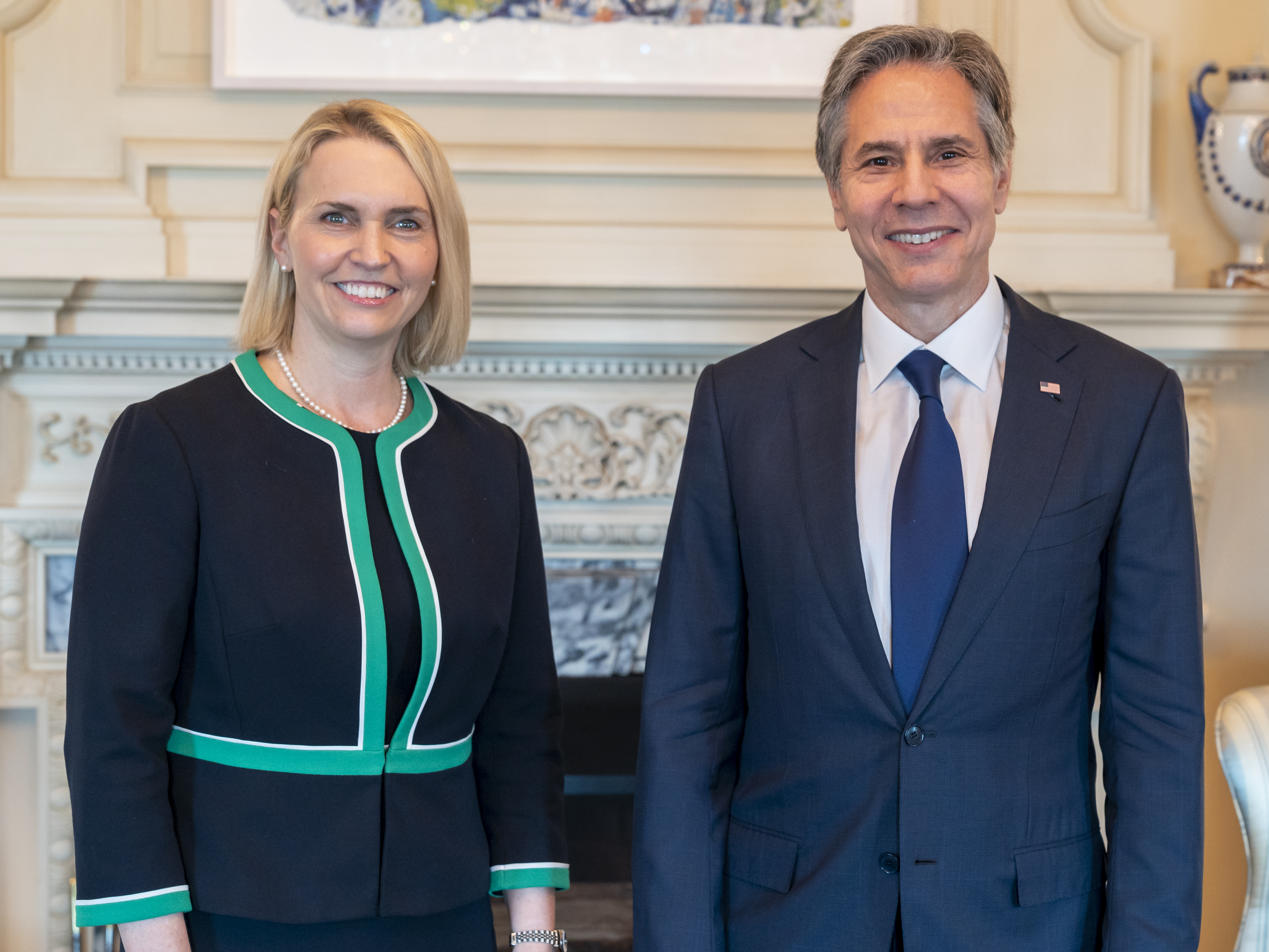
2022年5月，安東尼·布林肯擔任美國國務卿期間，他與布林克之間的關係處於邊緣狀態。

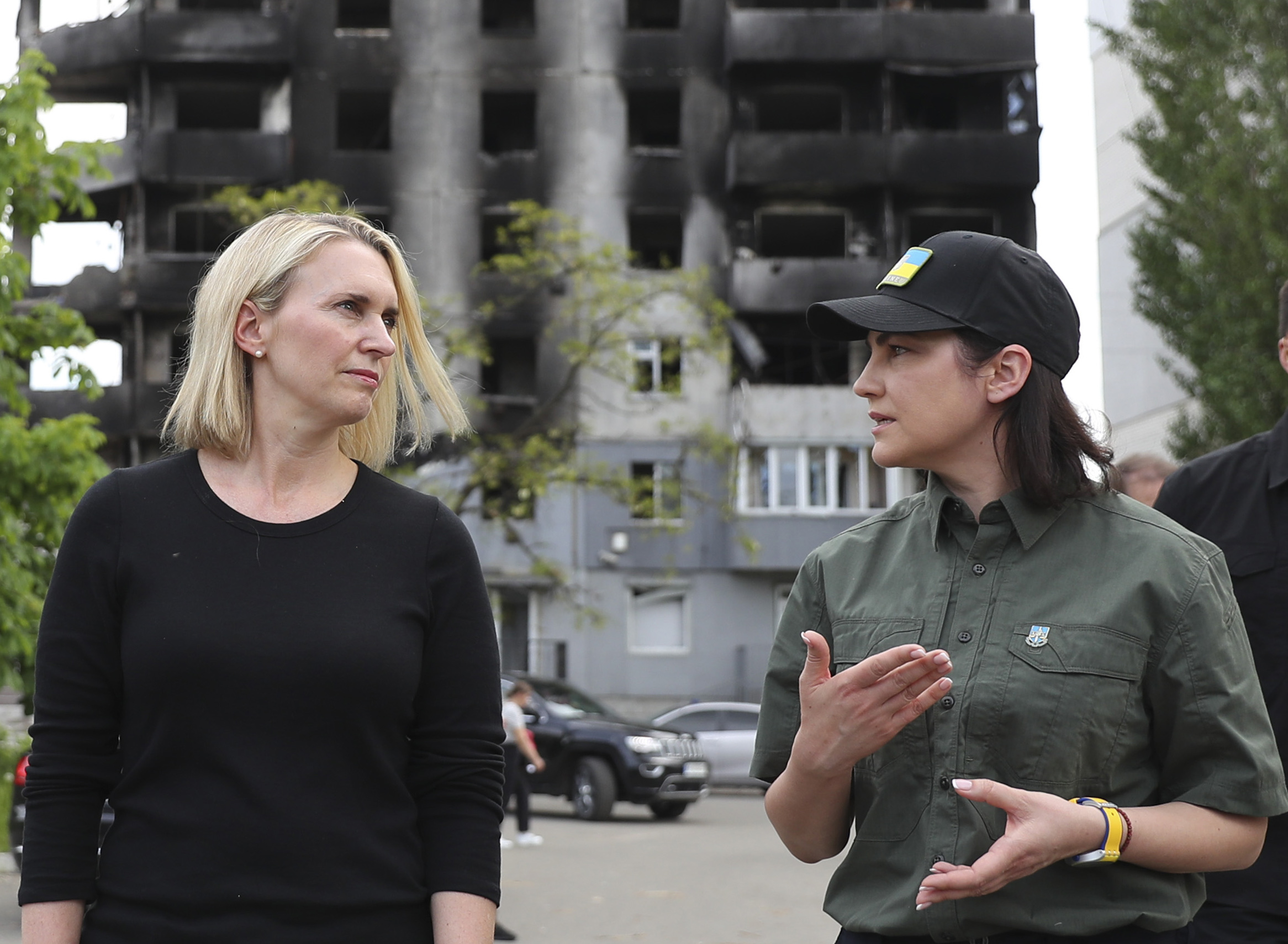
2022年6月，布林克在博羅江卡與烏克蘭總檢察長伊琳娜·韋涅季克托娃會面。

2022年2月，據報導，總統喬·拜登計劃提名布林克擔任美國駐烏克蘭大使。隨後，於2022年4月25日，布林克正式被提名擔任該職位。參議院外交關係委員會在2022年5月10日舉行了聽證會。在2022年5月18日，該委員會向參議院報告對布林克的提名持有正面意見。她的提名過程非常迅速，當天晚些时候，整個參議院以一致的口頭表決確認了她的提名。布林克於2022年5月30日遞交了國書，在俄羅斯入侵烏克蘭期間正式就職。

### 俄羅斯入侵烏克蘭
在俄羅斯入侵烏克蘭期間，布林克一直以積極支持烏克蘭的態度獲得關注。尤其是在7月22日，當白宮宣布向烏克蘭提供2.7億美元的軍事援助後，布林克表示美國將持續支持烏克蘭，只要有需要就會提供援助。她在7月26日還與基輔首席拉比喬納森·馬爾科維奇進行了會面。此外，根據報導，去年12月，布林克還親自會見了烏克蘭總統澤連斯基，以在他對華盛頓特區進行長達9.5小時的訪問期間進行安全協調。

## 個人生活
她是兩個男孩的母親，她的丈夫尼古拉斯·希金斯也在美國外交部工作。布林克精通英語、俄語、塞爾維亞語、格魯吉亞語和法語。